# Wario Land 4
Wario Land 4 (Japans: ワリオランドアドバンス; Wario Land Advance) is een platformspel, uitgebracht voor de Game Boy Advance in Europa op 16 november 2001. Het spel is het officiële vervolg op Wario Land 3 voor de Game Boy Color en tevens het vierde spel uit de serie van Wario Land. Wario Land 4 werd ontwikkeld en uitgegeven door Nintendo.

## Het verhaal
Op een dag leest Wario zoals elke dag zijn krant. Plots merkt hij een eigenaardig artikel op over een mysterieuze piramide die verscholen zit diep in de jungle. De legende vertelt dat Princess Shokora, heerster over de piramide, werd vervloekt door de zogenaamde Golden Diva. Zonder enige tijd te verliezen, springt Wario in zijn auto om zich naar de locatie te vervoeren. Eenmaal aangekomen in de mysterieuze piramide, raakt hij al snel door een listige truc opgesloten. Er zijn nu vier verschillende passages die Wario zal moeten doorkruisen. Als Wario deze heeft voltooid zal hij het uiteindelijk moeten op nemen tegen de gevreesde Golden Diva om Princess Shokora weer uit haar betovering te redden.

## De gameplay
In de piramide waar Wario opgesloten zit, zijn er vier verschillende passages: de Emerald-passages, de Ruby-passages, de Topaz-passages en de Sapphire-passages. De Emerald-passages hebben als thema natuur, de Ruby-passages mechanica, de Topaz-passages speelgoed en de Sapphire-passages horror.
Elke passage kent vier uiteenlopende levels. Na level 4 van elke passage moet Wario het opnemen tegen een eindbaas om een volgende passage te voltooien. Als Wario alle passages heeft voltooid en alle eindbazen heeft verslagen, krijgt hij toegang tot de Mysterieuze gouden piramide waar de Golden Diva op zich wacht voor een spannend eindduel.

## Ontvangst
| Beoordeeld door        | Jaar | Platform         | Score |
| ---------------------- | ---- | ---------------- | ----- |
| UOL Jogos              | 2001 | Game Boy Advance | 100%  |
| Nintendo Life          | 2011 | Nintendo 3DS     | 90%   |
| Nintendo Life          | 2010 | Game Boy Advance | 90%   |
| Jeuxvideo.com          | 2001 | Game Boy Advance | 90%   |
| GameSpy                | 2001 | Game Boy Advance | 88%   |
| GameSpot               | 2001 | Game Boy Advance | 87%   |
| GamersHell.com         | 2001 | Game Boy Advance | 80%   |
| Portable Review        | 2005 | Game Boy Advance | 80%   |
| Eurogamer.net (UK)     | 2002 | Game Boy Advance | 80%   |
| Game Informer Magazine | 2002 | Game Boy Advance | 80%   |